# Hundepaddeln

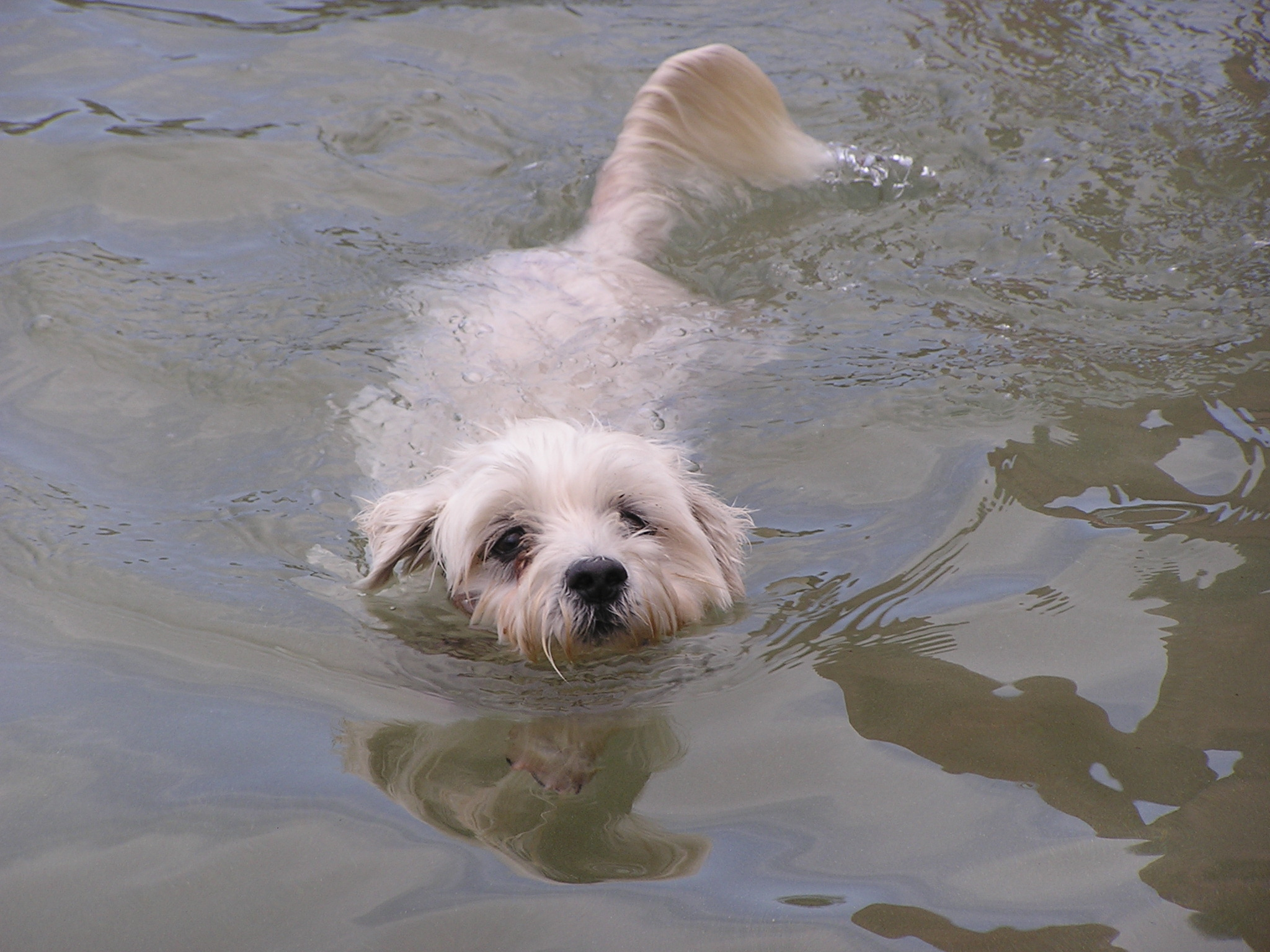
Bild eines Hunds beim Schwimmen

Mit Hundepaddeln bezeichnet man einerseits die instinktiven Schwimmbewegungen des Hundes und anderer Vierbeiner andererseits aber auch eine daran erinnernde und relativ einfach zu erlernende Schwimmtechnik des Menschen: Der Schwimmer liegt mit seiner Körpervorderseite nach unten einigermaßen horizontal im Wasser und bewegt seine Arme und Beine unter Wasser in der Sagittalebene vor und zurück bzw. auf und ab, ähnlich wie ein Hund schwimmt.

## Ablauf und Einsatz beim Hund
Die meisten Hunde können instinktiv schwimmen, es gibt allerdings einige Hunderassen, deren Vertreter aufgrund des Körperbaus oder einer zu flachen Schnauze nicht schwimmen können oder sich sehr schwer tun, wie z. B. die Bulldogge oder der Boxer. (Normvarianten wird es aber vermutlich in der einen wie in der anderen Richtung geben!) Wenn die Hunde allerdings schwimmen, dann im Stil des Hundepaddelns und das Bewegungsmuster ist dabei weitgehend das gleiche: Es wird oft mit einem „Trab“ verglichen, was aber den Bewegungsablauf nur ziemlich ungenau wiedergibt.
Das Hundepaddeln wird beim Hund zur Physiotherapie genutzt, um die Muskulatur aufzubauen; dabei können Bewegungen ausgeführt werden, die sonst zu schmerzhaft wären und zugleich werden die Gelenke geschont. Allerdings ist bei Ellenbogen- und Kniegelenksverletzung Vorsicht geboten, dass es nicht zu einer Überanstrengung und einer Fehlbelastung kommt und das Schwimmen sollte deshalb kontrolliert werden; die Übungsdauer sollte am Anfang sehr kurz sein. Auch sonst kann es das Problem geben, dass der Hund sich überschätzt, wenn das Gewässer eine Strömung hat bzw. allgemein bei jungen oder alten Hunden.

## Einsatz beim Menschen
Als „Hundepaddeln“ – mit betont kritischer Konnotation – wird zuweilen die als ineffizient betrachtete Form des Schwimmens bezeichnet, mit denen v. a. Kinder im jungen Vorschulalter lernen sich (notdürftig) über Wasser zu halten. Es wird aber auch als neutrale Beschreibung dafür verwendet, bzw. als „erste[s], ganz einfache[s] Kraul“ gegenüber dem Brustschwimmen empfohlen.
Mit „Hundepaddeln“ (bzw. „Hundekraul“) wird auch eine Übungsform zum Erlernen des Kraulschwimmens bzw. bei Fortgeschrittenen zur Verbesserung des Wassergefühls bezeichnet; die ist allerdings bereits relativ deutlich von der ursprünglichen Form wegentwickelt.
Anders als beim Menschen gestaltet sich das Erlernen des Schwimmens bei Menschenaffen ziemlich schwierig; es wurde jedoch auch bei Menschenaffen das Schwimmen dokumentiert, ihre Schwimmtechnik ähnelt aber nicht dem Hundepaddeln, sondern dem Brustschwimmen. Es wird spekuliert, dass unter anderem die Wegentwicklung vom Vierfüßlergang beim gemeinsamen Vorfahren der Hominiden zum Verlust des instinktiven Hundepaddelns führte.
Das „Hundepaddeln“ wird bzw. wurde (die Quelle ist bereits ziemlich alt) auch beim Militär als geräuscharme Schwimmart gelehrt, da hierbei weder Arme noch Beine regelmäßig die Wasseroberfläche durchstoßen.